# Kamaz
Kamaz (có thể được viết cách điệu thành KAMAZ hay KamAZ; Камский автомобильный завод - Камаз / Kamskiy avtomobilny zavod - Kama Automobile Zavod, n.đ. 'Nhà máy Sản xuất Xe tải Nặng KAMA'), tên đầy đủ là Công ty Đại chúng KAMAZ (tiếng Anh: KAMAZ Publicly Traded Company (KAMAZ PTC), n.đ. 'Công ty Giao dịch Đại chúng KAMAZ'; tiếng Nga: Публичное акционерное общество «КАМАЗ» (ПАО “КАМАЗ”), n.đ. 'Công ty Cổ phần Đại chúng KAMAZ'), là một nhà sản xuất xe tải của Nga nằm tại Naberezhnye Chelny, Tatarstan, Liên bang Nga. KAMAZ lắp ráp model xe tải đầu tiên của mình vào tháng 2 năm 1976. Các mẫu xe tải nặng của hãng đã được xuất khẩu tới nhiều vùng trên thế giới gồm Đông Âu, Trung Quốc, Trung Đông và Bắc Phi. Xe tải Kamaz đạt kỷ lục tám lần giành thắng lợi tại Dakar Rally. Ngày nay Kamaz là nhà sản xuất xe tải lớn nhất tại Nga, và CIS. Nhà máy sản xuất 93,600 chiếc xe tải mỗi năm tương ứng với 260 chiếc mỗi ngày.. Tất cả xe tải Kamaz đều sử dụng động cơ V8. Quân đội Nga sử dụng các mẫu xe Kamaz đã được tăng cường đặc biệt.
Loại xe này trước đây quen thuộc ở Việt Nam, và hiện được xem là dòng xe tải đa dụng chủ lực của Quân đội nhân dân Việt Nam, có nhiệm vụ thay thế các xe tải thời Liên Xô cũ cũng như làm gầm cơ sở cho các dự án phát triển và chế tạo khí tài công nghệ mới như radar và tên lửa.

## Lịch sử
Năm 1969 Ủy ban Trung ương Đảng Cộng sản Liên Xô và Hội đồng Bộ trưởng Liên Xô quyết định bắt đầu xây dựng các nhà máy sản xuất xe siêu lớn tại thành phố Naberezhnye Chelny.
Ngày 13 tháng 12 năm 1969 việc xây dựng nhà máy bắt đầu.
Ngày 16 tháng 2 năm 1976, những chiếc xe Kamaz đầu tiên hoàn tất dây chuyền sản xuất và xuất xưởng.
Năm 1987 dây chuyền sản xuất xe nhỏ Oka (VAZ-1111) được khánh thành. Chiếc xe đầu tiên xuất xưởng ngày 21 tháng 12 năm 1987.
Ngày 25 tháng 6 năm 1990 việc sản xuất được chuyển giao cho một công ty liên doanh mở.
Ngày 14 tháng 4 năm 1993 một đám cháy đã phá huỷ nhà máy động cơ Kamaz.
Cho tới năm 2005, Kamaz có cổ phần chính trong ZMA (Factory of Micro-displacement Cars) chế tạo những chiếc xe mini Oka. Nó được bán cho tập đoàn Severstal.
Xe Kamaz đã 18 lần giành chức vô định cho xe tải của cuộc đua Dakar Rally, kỷ lục của giải đấu này, nhiều hơn bất cứ nhà sản xuất xe tải nào khác.

## Gallery

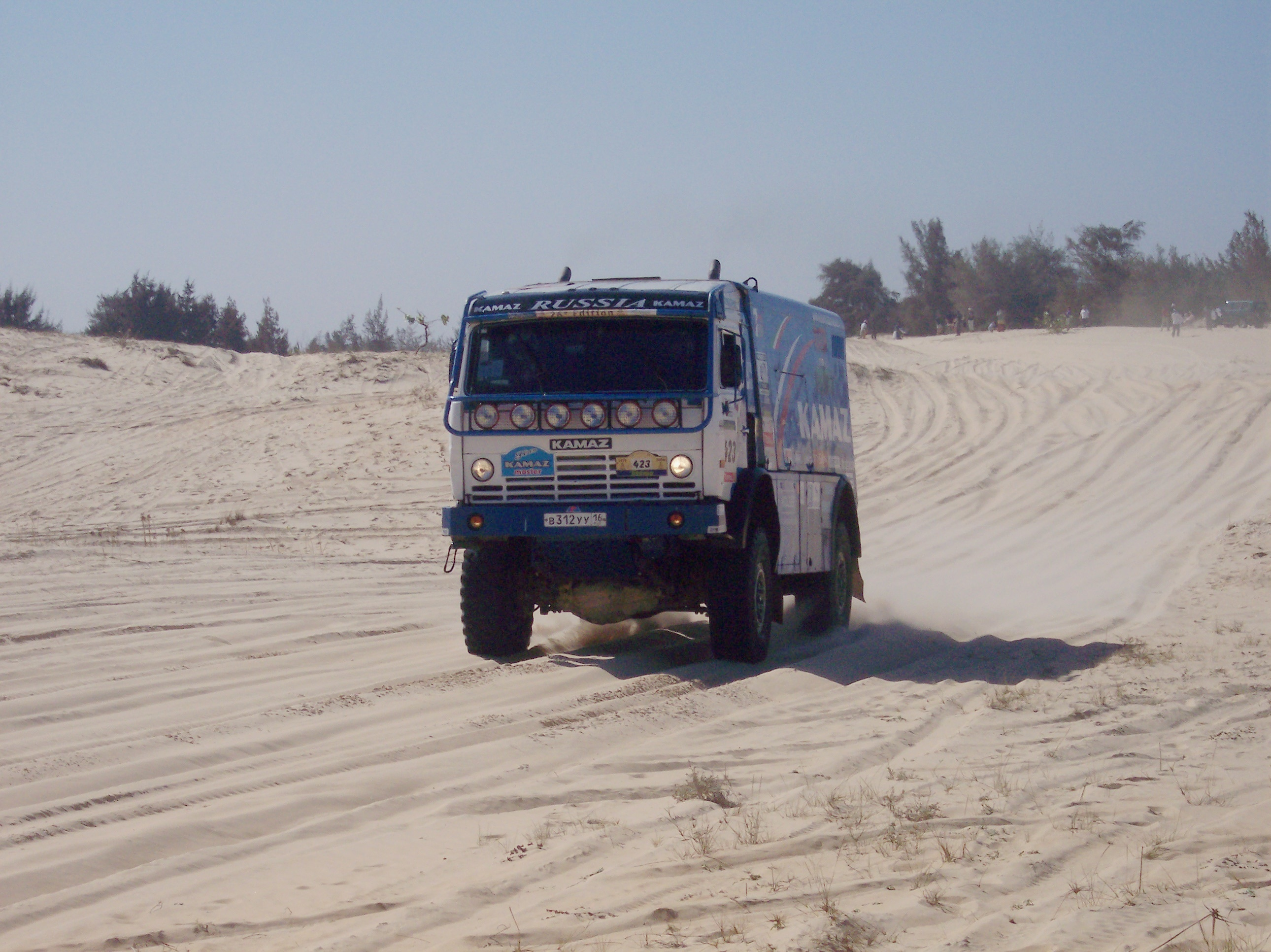
Kamaz ở chặng cuối Dakar Rally 2004.
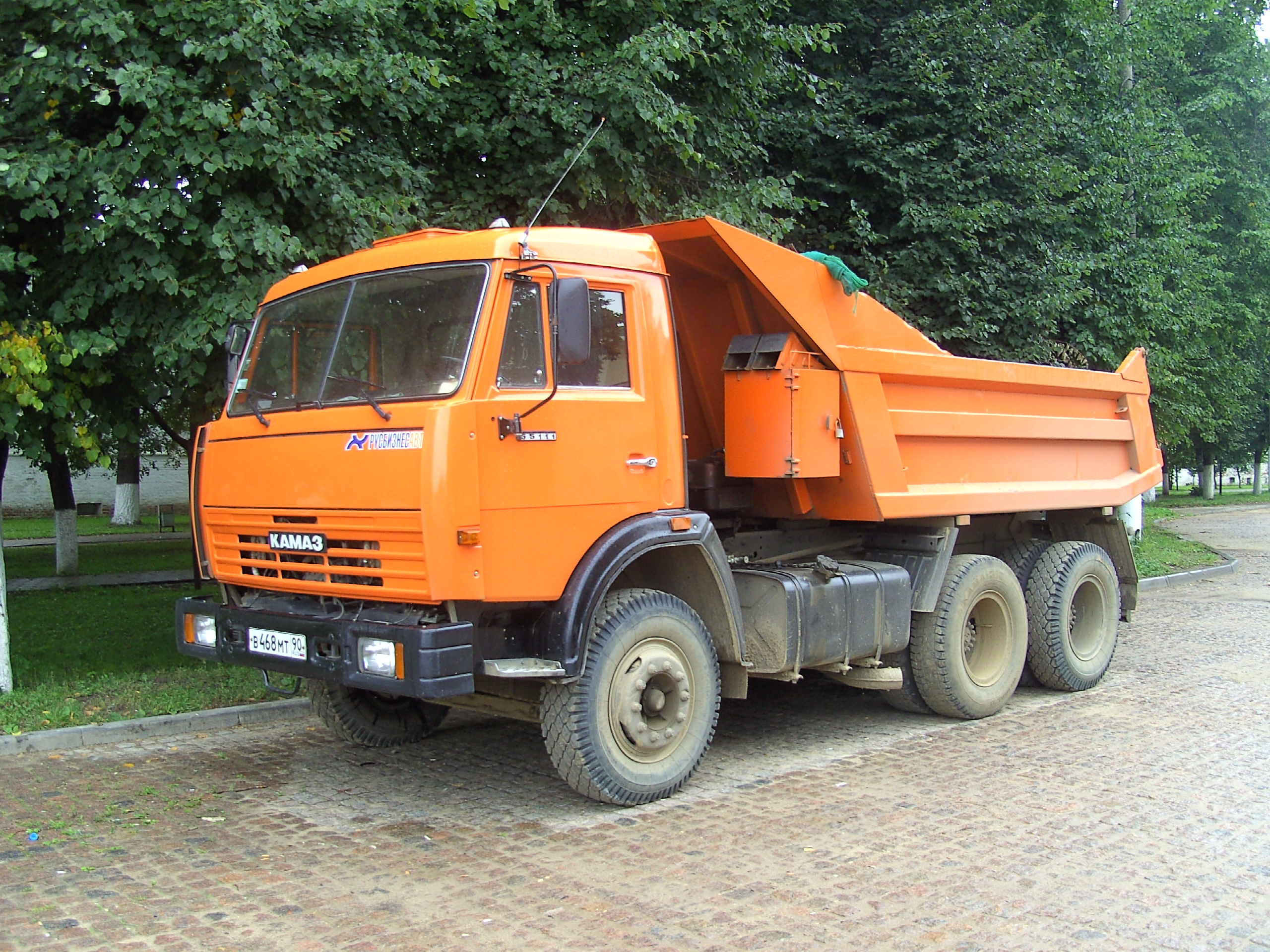
Kamaz tại Nga.
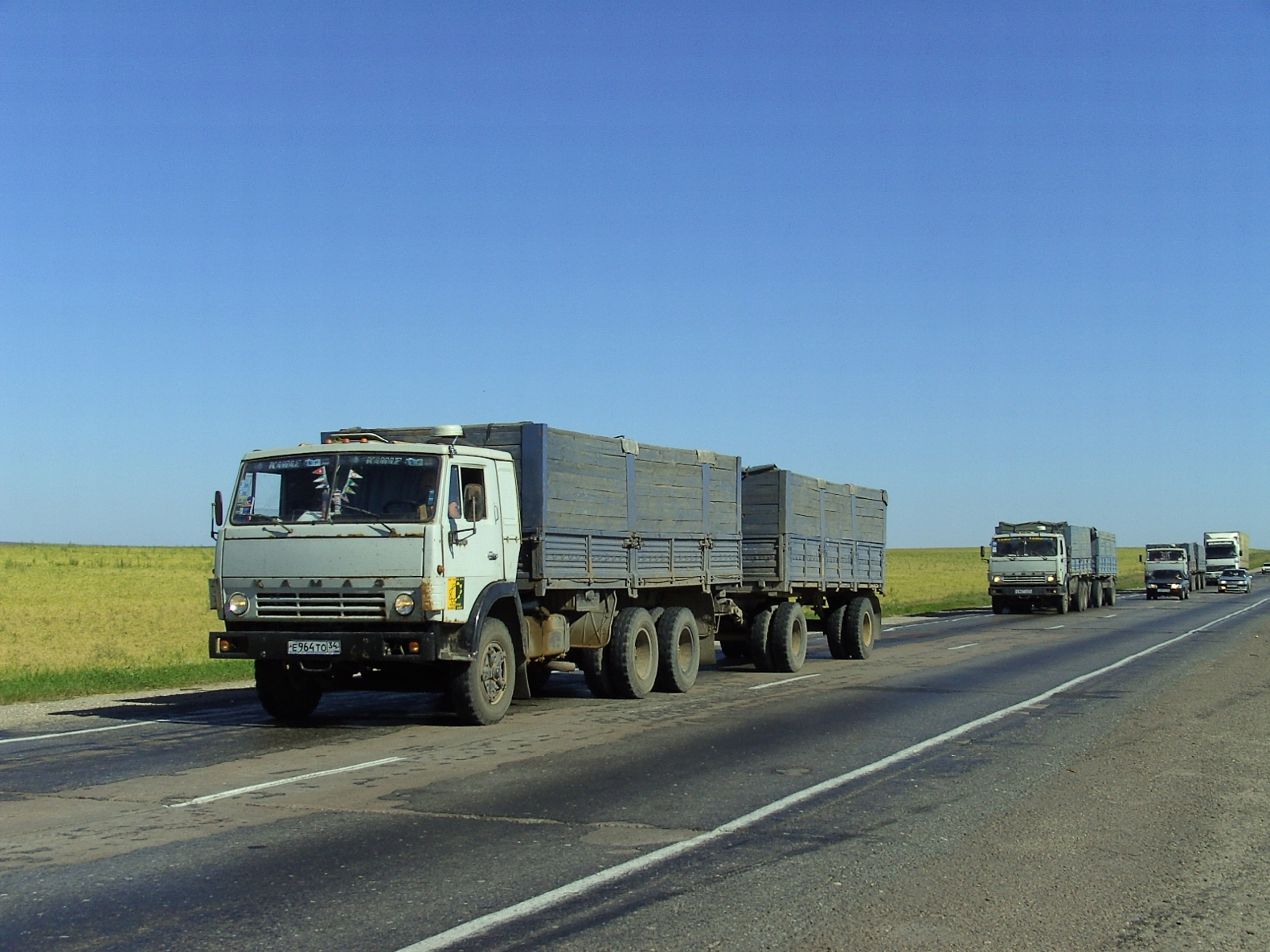
Kamaz semi trailer.
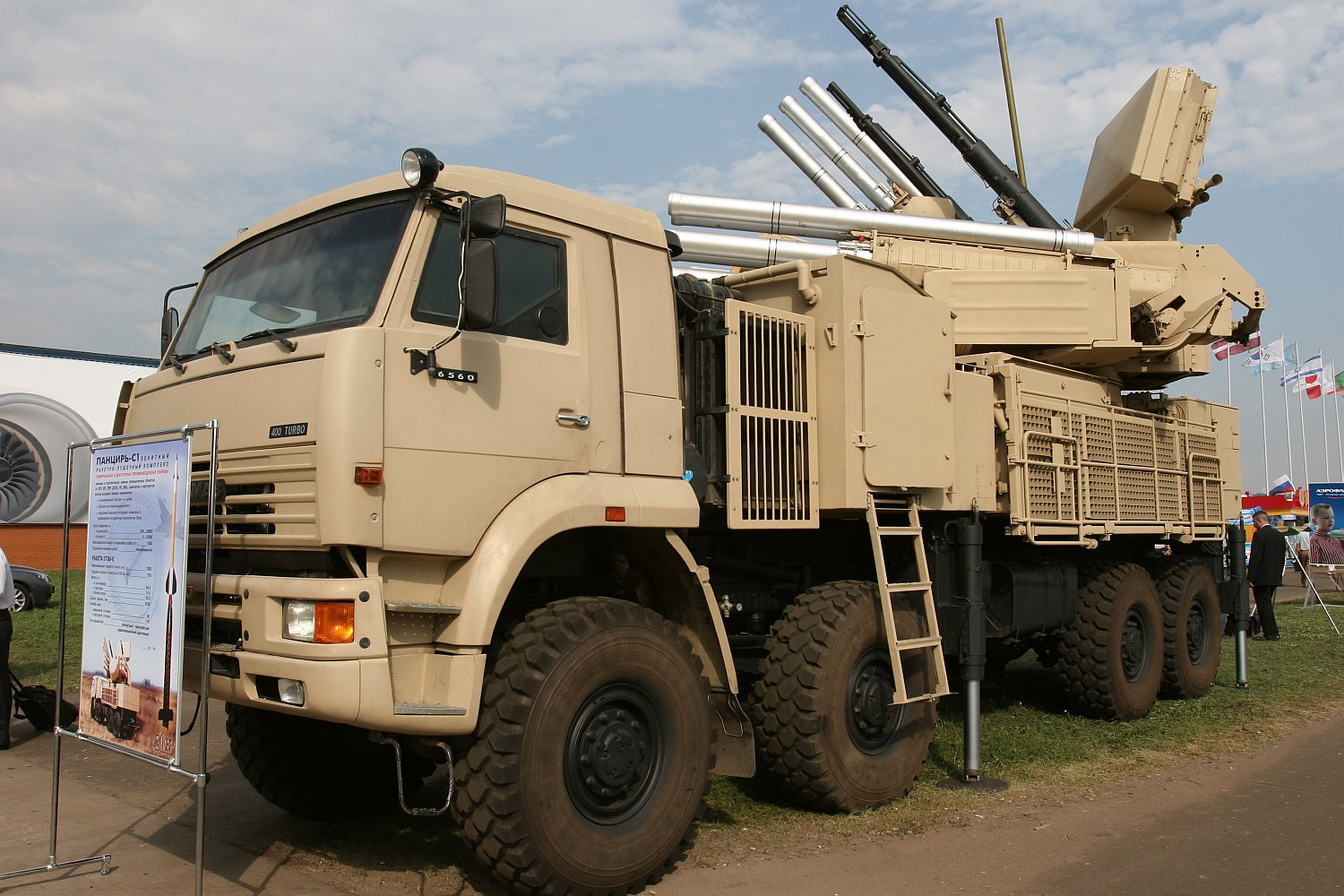
Xe tải quân sự Kamaz với súng Pantsir-S1.
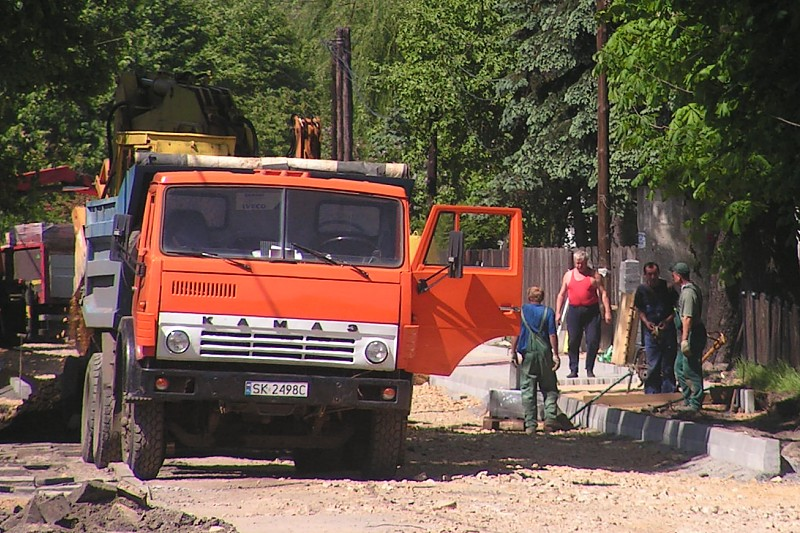
Kamaz trên công trường xây dựng ở Ba Lan

## Các model

### Xe tải
Ở thời điểm năm 2006 KAMAZ đang sản xuất các xe tải sau:
- [KAMAZ 6520] Lưu trữ ngày 10 tháng 11 năm 2009 tại Wayback Machine 6x4 Xe ben & 6x4 Chassis turck
- KAMAZ 6540 8x4 Xe ben & 8x4 Chassis truck
- KAMAZ 6522 6x6 Xe ben & 6x6 Chassis truck
- KAMAZ 55111 6x4 Xe ben & 6x4 Chassis truck
- [KAMAZ 65115] Lưu trữ ngày 10 tháng 11 năm 2009 tại Wayback Machine 6x4 Xe ben & 6x4 Chassis truck
- KAMAZ 65111 6x6 Xe ben
- KAMAZ 53605 4x2 Xe ben
- [KAMAZ 55111] Lưu trữ ngày 30 tháng 8 năm 2009 tại Wayback Machine Xe ben
- KAMAZ 43253 4x2 Side truck & 4x2 Chassis truck
- KAMAZ 43118 6x6 Side truck & 6x6 Chassis truck
- KAMAZ 43114 6x6 Side truck & 6x6 Chassis truck
- KAMAZ 65117 6x4 Side truck & 6x4 Chassis truck
- KAMAZ 53215 6x4 Side truck & 6x4 Chassis truck
- KAMAZ 4326 4x4 Side truck & 4x4 Chassis truck
- KAMAZ 4911 4x4 Xe tải thể thao
- KAMAZ 4308 4x2 Medium-range truck & 4x2 Chassis truck
- KAMAZ 53205 6x4 Chassis truck
- KAMAZ 53229 6x4 Chassis truck
- KAMAZ 53228 6x4 Chassis truck
- KAMAZ 54115 6x4 Prime mover
- KAMAZ 5460 4x2 Prime mover
- KAMAZ 65116 6x4 Prime mover
- KAMAZ 6460 6x4 Prime mover
- KAMAZ 6560 8x8 Chassis truck

### Prime mover
6x4 Prime mover
- KAMAZ 44108 6x6 Prime mover
- KAMAZ 65225 6x6 Prime mover
- KAMAZ 65226 6x6 Prime mover

### Các phương tiện khác
- KAMAZ 4310 6x6 Chassis truck
- KAMAZ 43269 Vystrel (BPM-97) Xe bọc thép bánh lốp
- KAMAZ Barhan 4x4 xe đa dụng, một nguyên mẫu SUV lớn chế tạo trên khung Kamaz-43501, sản xuất bởi CaRS, một công ty tư nhân. Nguyên mẫu đầu tiên trên khung một chiếc GaZ-66.